# Chhau-a-koe
Le chhau-a-koe (草仔粿), est un type de kuih à base de pâte de riz gluant, de sucre, et de pâte cuite de hahagohusa ou de marante. Ces herbes donnent à la pâte un parfum unique et une couleur vert brunâtre. On retrouve cette recette dans le Fujian, chez les Hakkas, et à Taïwan.
Le kuih est habituellement préparé lors de la fête de Qingming. Bien que plusieurs herbes puissent être utilisées, la marante est principalement employée,. La pâte est généralement farcie de viande, de daikon séché (菜脯), ou de pâte de haricots. À Taïwan, on trouve aussi une farce de crevettes séchées, de champignons shiitaké, de daikon et d'échalote frite.